# Bulkfartyg

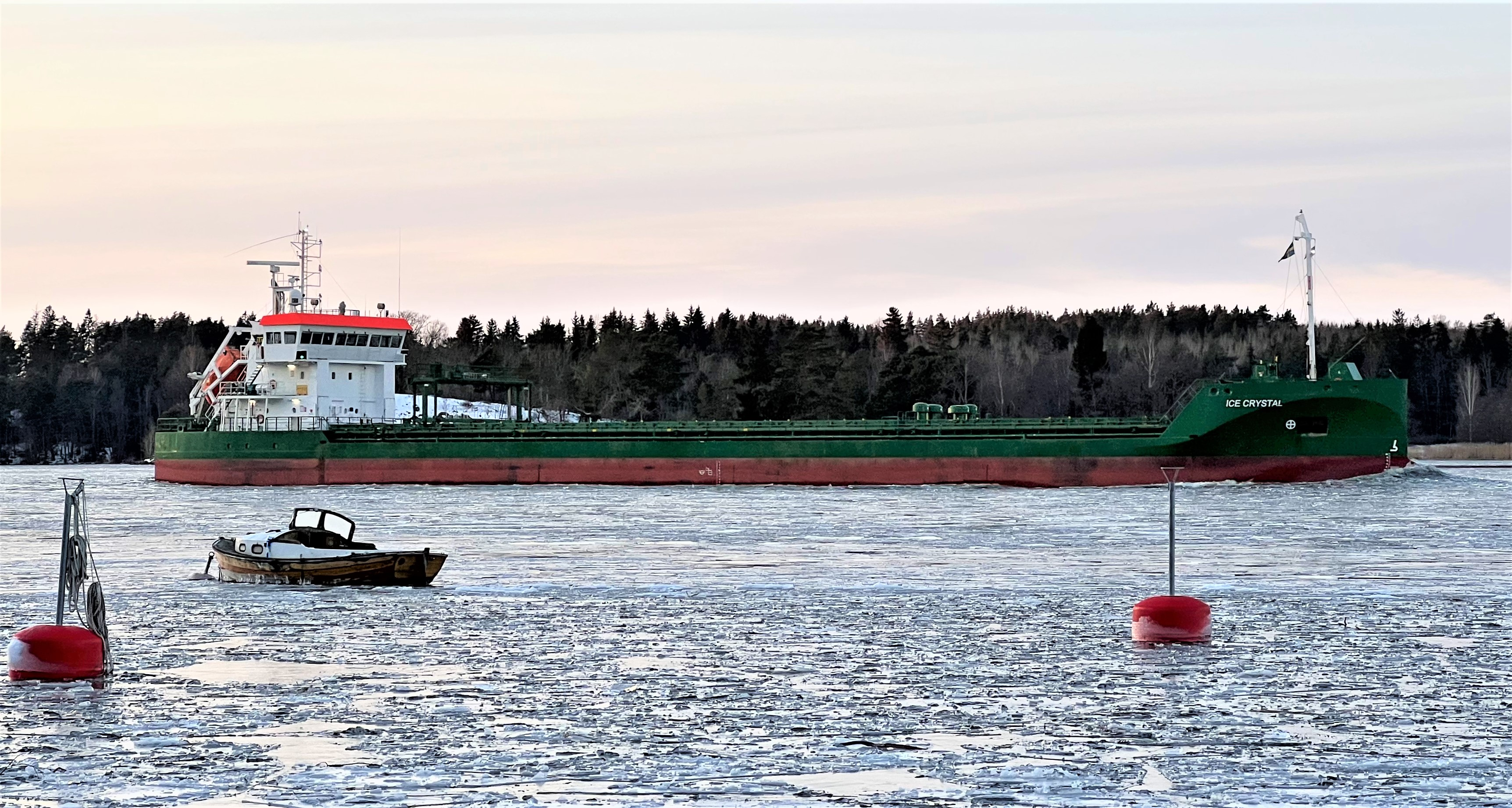
Ice Crystal, ett av Thunbolagens bulklastfartyg i Mälaren, 2022

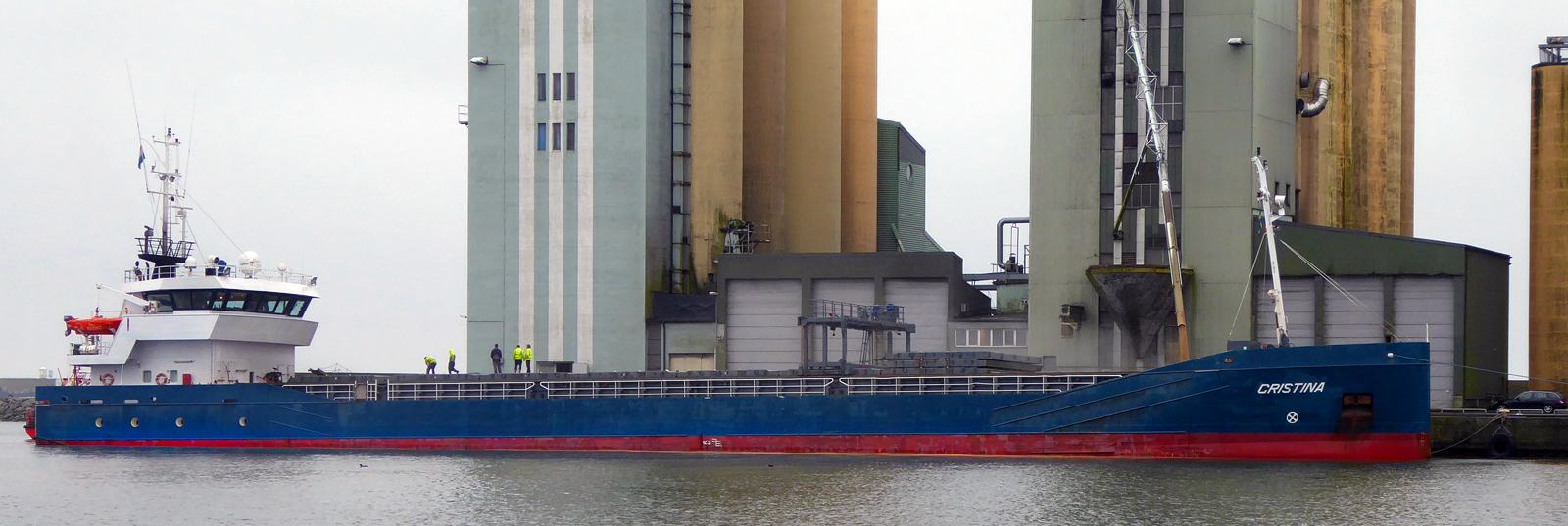
Bulklastfartyget Cristina lastar säd i Ystad, 2018

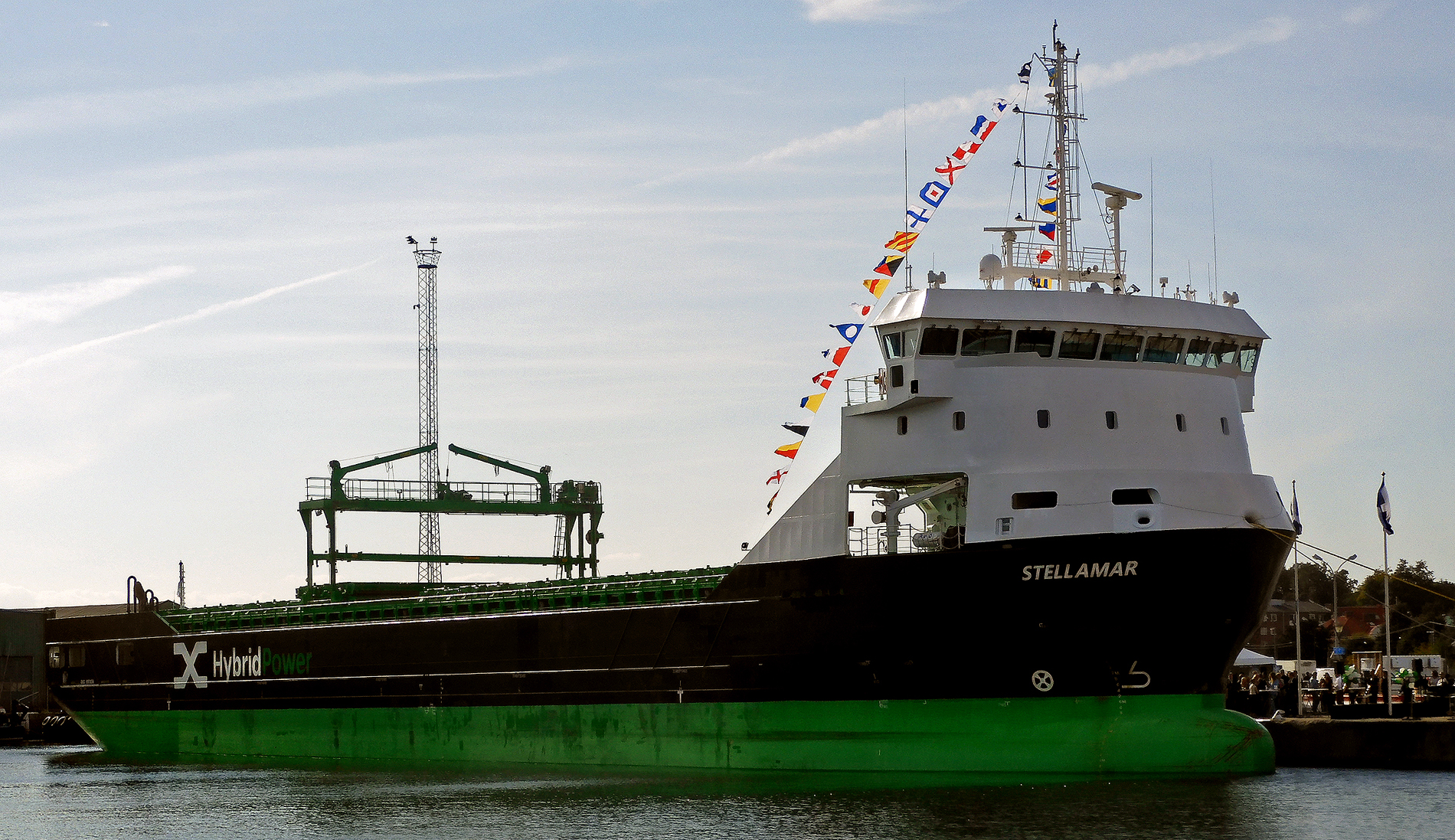
M/S Stellamar är ett hybriddrivet bulkfartyg sjösatt 2024.

Bulklastfartyg är fartyg som transporterar sin last utan emballage direkt i skrovet. Både torrlastfartyg och tankfartyg går under kategorin bulklastfartyg, men i dagligt tal åsyftas torrlastfartyg. Typiskt bulkgods är malm, cement och spannmål.
Torrlastfartyg finns i storlekar från bara några hundra ton till över 365 000 ton dödvikt. 
Några fartyg är utrustade med olika sorters lasthanteringsutrustning, som till exempel kranar och liftar. Andra har inga sådana alls. Detta gäller särskilt de största fartygen, i storleken 60 000 till 360 000 ton. 